# Петер Меллер
Петер Меллер (дан. Peter Møller, нар. 23 березня 1972, Фредеріксгавн, Данія) — данський футболіст, що грав на позиції нападника.
Виступав, зокрема, за клуби «Ольборг», «Реал Ов'єдо» та «Копенгаген», а також національну збірну Данії.
Чотириразовий чемпіон Данії. Володар Кубка Данії. Володар Суперкубка Нідерландів.

## Клубна кар'єра
У дорослому футболі дебютував 1990 року виступами за команду клубу «Ольборг», в якій провів три сезони, взявши участь у 81 матчі чемпіонату. Більшість часу, проведеного у складі «Ольборга», був основним гравцем атакувальної ланки команди.
Згодом з 1993 по 1998 рік грав у складі команд клубів «Копенгаген», «Цюрих», «Брондбю» та «ПСВ». Протягом цих років двічі виборював титул чемпіона Данії, ставав володарем Суперкубка Нідерландів.
Своєю грою за останню команду привернув увагу представників тренерського штабу клубу «Реал Ов'єдо», до складу якого приєднався 1998 року. Відіграв за клуб з Ов'єдо наступні три сезони своєї ігрової кар'єри.
Протягом 2000—2001 років захищав кольори клубів «Брондбю» та «Фулгем».
2001 року повернувся до клубу «Копенгаген», за який відіграв чотири сезони. Граючи у складі «Копенгагена» також здебільшого виходив на поле в основному складі команди. За цей час додав до переліку своїх трофеїв ще два титули чемпіона Данії. Завершив професійну кар'єру футболіста виступами за «Копенгаген» 2005 року.

## Виступи за збірні
Протягом 1990—1993 років залучався до складу молодіжної збірної Данії. На молодіжному рівні зіграв у 22 офіційних матчах, забив 16 голів.
1991 року дебютував в офіційних матчах у складі національної збірної Данії. Протягом кар'єри у національній команді, яка тривала 15 років, провів у формі головної команди країни 20 матчів, забивши 5 голів.
У складі збірної був учасником чемпіонату світу 1998 року у Франції.

## Досягнення
- Чемпіон Данії:

«Брондбю»: 1995–1996, 1996–1997
«Копенгаген»: 2002–2003, 2003–2004
- Володар Кубка Данії:

«Копенгаген»: 2003–2004
- Володар Суперкубка Данії:

«Брондбю»: 1996, 1997
«Копенгаген»: 2001, 2004
- Володар Суперкубка Нідерландів:

«ПСВ»: 1997
- Найкращий бомбардир Чемпіонату Данії:

«Ольборг»: 1991–1992, 1992–1993